# Николаевский (Орловская область)
Никола́евский — посёлок в Дмитровском районе Орловской области. Входит в состав Друженского сельского поселения.

## География
Расположен в 7 км к северо-западу от Дмитровска на правом берегу ручья Чистый, притока Неруссы. К юго-западу от посёлка находится урочище Хотимская Дача. Высота населённого пункта над уровнем моря — 213 м.

## История
В 1926 году в посёлке было 12 дворов, проживало 72 человека (36 мужского пола и 36 женского). В то время Николаевский входил в состав Рублинского сельсовета Волконской волости Дмитровского уезда. С 1928 года в составе Дмитровского района. В 1937 году в посёлке было 20 дворов. Во время Великой Отечественной войны, с октября 1941 года по август 1943 года, находился в зоне немецко-фашистской оккупации. Бои за освобождение посёлка вели 467-й стрелковый полк 81-й стрелковой дивизии (15 августа 1943 года) и 399-я стрелковая дивизия (16—19 августа). После упразднения Рублинского сельсовета Николаевский вошёл в состав Друженского сельсовета. 

## Население
| 1926 | 1979 | 2002 | 2010 |
| ---- | ---- | ---- | ---- |
| 72   | ↘25  | ↘7   | ↘1   |